# Проєкція Дімаксіон

Розгортка карти Дімаксіон із земною поверхнею у вигляді єдиного масиву суші

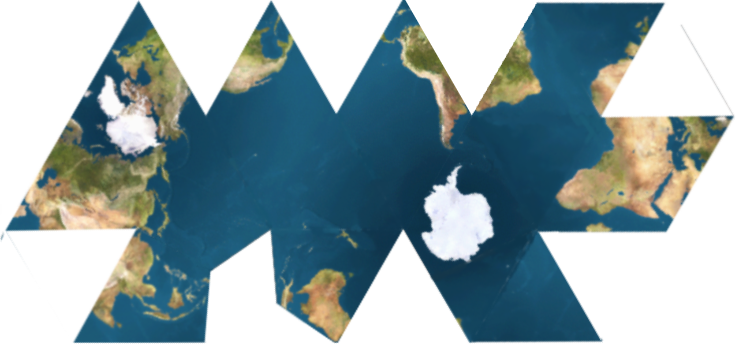
Ікосаедрична розгортка, що зображує океанський масив навколо Антарктики

Карта Дімаксіон як розгортка ікосаедра

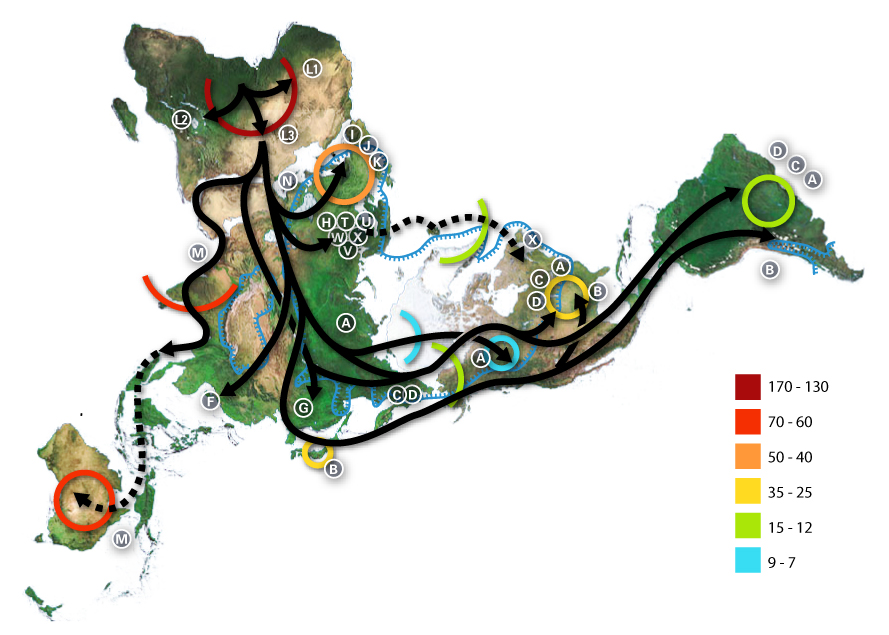
Приклад використання проєкції Дімаксіон для ілюстрації ранніх міграцій людства за даними вивчення мітохондріальних ДНК (числа означають тисячоліття до нашого часу)

Проєкція Дімаксіон (проєкція Фуллера) — картографічна проєкція земної кулі на поверхню багатокутника, представленого у вигляді плоскої розгортки.
Проєкцію створив Бакмінстер Фуллер. У номері журналу «Life» від 1 березня 1943 року було опубліковано ілюстровану статтю під назвою англ. Life Presents R. Buckminster Fuller's Dymaxion World («Лайф» представляє світ Дімаксіона, створений Бакмінстером Фуллером). Стаття містила декілька прикладів її використання, разом з розгорткою, яку можна було зібрати в тривимірну апроксимацію глобуса або використати у вигляді плоскої карти. У лютому 1944 року Фуллер подав заявку на патент. У заявці була показана проєкція геоїда на кубооктаедр. Патент був отриманий в січні 1946 року. Версія, опублікована в 1954 році, використала як базу проєкції правильний ікосаедр, ця версія найбільш популярна нині.
Проєкція використовується тільки для представлення усієї земної кулі. Вона не є гномонічною, межі кожної грані відповідають по масштабу довжині відповідної дуги великого круга, а карта усередині грані є стислим до центру зображенням земної поверхні, що міститься між цими дугами.

## Властивості
Фуллер стверджував, що його проєкція має ряд переваг над іншими проєкціями земної кулі.
Вона має менші спотворення відносних розмірів об'єктів, особливо порівняно з проєкцією Меркатора; менші спотворення форми об'єктів, особливо порівняно з проєкцією Галла-Петерса.
Ще більше незвичайною є відсутність на карті «верху» і «низу». Фуллер стверджував, що всесвіт не має верху і низу, півночі і півдня, а тільки «усередині» і «зовні». Гравітація зірок і планет створює напрям «всередину», що означає «у напрямі до гравітаційного центру»; і напрям «зовні», «від гравітаційного центру». Прийняте на звичайних картах верхнє розташування півночі і нижнє розташування півдня він розцінив як «культурний забобон» (англ. cultural bias).
Карта в проєкції Фуллера може бути розгорнута на площину безліччю різних способів, щоб підкреслити різні аспекти земної поверхні. Одні розгортки представляють Землю як єдиний масив суші, а не як окремі континенти, розділені океанами. У іншому уявленні проєкція зображує єдиний масив океанів, оточених сушею.
Показуючи континенти як єдиний «острів Земля», Фуллер спробував у своїй книзі "Критичний шлях" пояснити подорожі древніх мореплавців і першопроходців переважаючими вітрами, циркулюючими навколо цього «острова».

## Вплив на культуру
У 1967 році картина Джаспера Джонса «Map (Based on Buckminster Fuller's Dymaxion Airocean World)» (Карта, на основі світу Дімаксіона, створеного Бакмінстером Фуллером) увійшла до постійної експозиції музею Людвіга в Кельні.
Використовується у проєкті Build the Earth, суть якого полягає у відтворенні всієї Землі у грі Minecraft у масштабі 1:1.

## Ресурси Інтернету
- Вікісховище має мультимедійні дані за темою: Проєкція Дімаксіон
- Fuller Map homepage [Архівовано 17 грудня 2013 у Wayback Machine.]
- Dymaxion Project Animation
- Fuller Projection [Архівовано 17 грудня 2016 у Wayback Machine.]
- Icosahedron and Fuller maps [Архівовано 24 лютого 2021 у Wayback Machine.]
- Table of examples and properties of all common projections [Архівовано 25 квітня 2009 у Wayback Machine.]
- Dynamically generated maps based on the Dymaxion projection [Архівовано 8 листопада 2020 у Wayback Machine.]
- Evolution of the Dymaxion Map: An Illustrated Tour and Critique [Архівовано 18 листопада 2016 у Wayback Machine.]
- Another version of the map
- Another version of the map with cut borders